# Mechanikai egyensúly

Egy matematikai inga stabil (balra) és instabil (jobbra) helyzetben

Egyensúly a mechanikában azt az állapotot jelenti, amelyben egy rendszer minden egyes pontjára ható erők és nyomatékok  összege zéró. Statikus egyensúlyban van az a rendszer, amelyben a tárgyra ható erők nem idéznek elő helyváltoztatást.
Egy merev test akkor van mechanikai egyensúlyban, ha a rá ható összes erő és nyomaték összege nulla.
Az egyensúly egy más, elterjedtebb és néha hasznosabb alternatív meghatározása: A rendszer mechanikai egyensúlyban van, ha a konfigurációs térbeli helyzete az a pont, amelyben a potenciális energia (helyzeti energia) gradiense zéró.

## Külső hivatkozások
- Mechanikai egyensúly(angolul)